# فرودگاه بین‌المللی شهرستان جفرسن
فرودگاه بین‌المللی شهرستان جفرسن (به انگلیسی: Jefferson County International Airport) یک فرودگاه همگانی بهره‌برداری هوایی با کد یاتا TWD است که یک باند فرود آسفالت دارد و طول باند آن ۹۱۴ متر است. این فرودگاه در شهر جفرسون‌سیتی کشور ایالات متحده آمریکا قرار دارد و در ارتفاع ۳۳ متری از سطح دریا واقع شده‌است.